# Prunus adenopoda
Prunus adenopoda är en rosväxtart som beskrevs av Sijfert Hendrik Koorders och Valet.. Prunus adenopoda ingår i släktet prunusar, och familjen rosväxter. IUCN kategoriserar arten globalt som starkt hotad. Inga underarter finns listade i Catalogue of Life.